# Romantic Mode
Romantic Mode (ロマンティックモード) fue una banda japonesa de música electro-pop que surgió en 1996. La banda debutó con su primer sencillo titulado "Dreams". Sus integrantes fueron Akira Asakura (Voz), Masaki Suzukawa (Guitarra y teclado) y Joe Rinoie (Teclado y voz) .
En 1999, el grupo se disolvió justo después del lanzamiento de su último álbum. Sin embargo, Akira Asakura continuó como solista, primero usando su nombre de pila, Saori Saitoh, pero más tarde lo revirtió en 2005.
Dos de sus canciones, "Dreams" y "Resolution", fueron utilizadas respectivamente como primer y segundo tema apertura de la serie de anime After War Gundam X.

## Discografía

### Sencillos
- 22 de marzo de 1996: DREAMS

- 23 de octubre de 1996: Resolution

- 21 de febrero de 1997: LIBERTY

- 21 de marzo de 1997: Love Is The Destiny

- 21 de agosto de 1997: Eien ga owaru made atsui KISS wo shiyō (永遠が終わるまで熱いKISSをしよう)

- 21 de febrero de 1998: Runner

### Álbumes
- 21 de agosto de 1996: Romantic Mode  [sic]

- 21 de diciembre de 1996: Visión of Love

- 22 de octubre de 1997: Dimensions

- 25 de marzo de 1999: Romantic Pleasures